# ماري غريغ بيرن
ماري غريغ بيرن (بالإنجليزية: Mary Gregg Byrne)‏ هي رسامة توضيحية أمريكية، ولدت في 1951 في أوبرلين في الولايات المتحدة.